# Unirea Basarabiei cu România

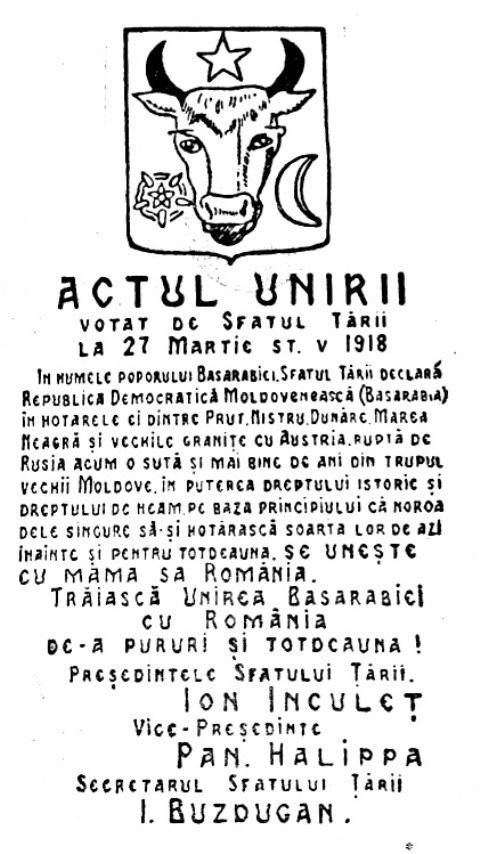
Declarația de Unire a Basarabiei cu România

Basarabia (așa cum fusese definită în cadrul administrației țariste în 1812 la Tratatul de la București) s-a constituit ca Republică Democrată Moldovenească la sfârșitul anului 1917, proclamându-și întâi autonomia în cadrul Republicii Ruse, apoi, după Revoluția din Octombrie, independența față de Rusia bolșevică și, după câteva luni, la 27 martie/9 aprilie 1918 unirea cu Regatul României, în cadrul căruia a constituit o provincie.
Această stare a durat timp de 22 de ani până la 28 iunie 1940 când un ultimatum al guvernului sovietic, care urmărea punerea în aplicare a pactului Ribbentrop-Molotov a fost adresat României, cerând cedarea Basarabiei către Uniunea Sovietică. România a cedat și după 48 de ore Basarabia a fost ocupată de Armata roșie, administrația și Armata Română retrăgându-se, într-un mod haotic, la vest de râul Prut.

## Evenimentele premergătoare
Prin Tratatul de la București din 1812, partea situată la răsărit de Prut a principatului Moldovei a intrat în componența imperiului Rusiei. Din acel moment, au intrat în concurență, pentru locuitorii acestui ținut formând gubernia Basarabiei, două concepții identitare potrivnice : « românismul » care promova unirea politică și culturală a tuturor vorbitorilor graiurilor est-romanice indiferent de împărățiile ale căror supuși erau (Imperiul Habsburgic, Imperiul Rus sau Imperiul Otoman), și « moldovenismul » susținut de autoritățile rusești, care promova deosebirea și despărțirea culturală și politică a vorbitorilor graiurilor est-romanice supuși ai « Țarului tuturor Rusiilor », de ceilalți. Unirea Basarabiei cu România votată la data de 27 martie (9 aprilie) 1918 de către Sfatul Țării, (parlamentul Republicii Democratice Moldovenești) reprezintă concretizarea și biruința mișcării « româniste » din acest ținut.
În detaliu, după Revoluția din Februarie și încetarea ostilităților dintre Rusia și Puterile Centrale, în Basarabia au fost convocate numeroase adunări și congrese ale reprezentanților diferitelor clase sociale sau organizații profesionale pentru discutarea viitorului țării. În perioada 6 – 7 februarie 1917 , a fost convocat un congres al reprezentanților locuitorilor de la sate, care a votat o moțiune care a cerut autonomia și formarea unei adunări legislative. Au urmat alte congrese: ale clerului, învățătorilor și ale soldaților, cu toate cerând autonomia pentru fosta gubernie. La 3/16 martie 1918, Adunarea generală a zemstvei din Bălți cerea "unirea Basarabiei cu regatul României". „Zemstva din Bălți face apel la toate adunările din întreaga Basarabie, de la Hotin până la Ismail, să se unească prin votul lor la moțiunea noastră..."  O moțiune asemănătoare a votat la 13/26 martie și zemstva din Soroca. Pe de altă parte, în Sfatul Țării, deputații minoritari au cerut la 16/29 martie arestarea celor din zemstve care au votat moțiunea pentru unire, ceea ce a obligat Consiliul Director să interzică zemstvelor adoptarea unor astfel de moțiuni, care ar cădea numai în competența Sfatului Țării
În martie 1917, soldații și ofițerii originari din Basarabia au organizat câteva adunări care au condus la constituirea la Odesa a Partidului Progresist Moldovenesc în fruntea căruia a fost ales ștabs-căpitanul  (căpitanul de stat major) Emanoil Catelly.
În 5/18 aprilie 1917, a fost creat Partidul Național Moldovenesc, având ca președine de onoare pe Vasile Stroescu, printre membrii de frunte aflându-se Paul Gore (președinte), Vladimir Herța vicepreședinte, Pantelimon Halippa, secretar general, Onisifor Ghibu secretar și Daniel Ciugureanu. Partidul, care milita la începuturile sale pentru autonomia Basarabiei, avea ca organ de presă ziarul Cuvânt moldovenesc, la apariția căruia a avut o importantă contribuție un număr de refugiați din Transilvania și Bucovina. În programul Partidului Moldovenesc, votat la 5/18 aprilie 1917, articolul fundamental prevedea următoarele: "Recunoscând necesitatea ca Basarabia să rămână legată de Rusia numai în limitele unor chestiuni de interes ale întregului stat, Partidul Național Moldovenesc consideră necesar de a introduce autonomia Basarabiei, respectând concomitent și dreptul la autodeterminare națională ale altor etnii care locuiesc în gubernia Basarabia." Programul Partidului Național Moldovenesc a fost publicat în ziarul „Cuvânt Moldovenesc” la 9 aprilie 1917 , iar gazeta Bessarabskaia jizn (Viața Basarabiei) din 15 aprilie l-a publicat în limba rusă.
La 12-15 (25-28) mai 1917, Congresul învățătorilor moldoveni din Basarabia a adoptat hotărârile pentru introducerea alfabetului latin în școlile provinciei, începând cu anul școlar 1917-1918. (Ștefan Purici, op. cit. p. 155).  
Pe 16 iulie 1917, comitetul central ostășesc din Chișinău a hotărât crearea unui consiliu al provinciei (după modelul sovietelor), care avea să emită o Propunere de lege pentru autonomie națională și teritorială. Pe 4 septembrie, acest comitet publica propriul său ziar, Soldatul român, avându-l ca director pe Iorgu Tudor.
În același timp, Adunarea Națională Ucraineană decreta că Basarabia este parte a Ucrainei, ceea ce a dus la solicitarea de către moldoveni a protecției Guvernului provizoriu rus de la Petrograd. În detaliu, într-o notă din 16/29 martie 1918 a autorităților ucrainene se arăta că în partea de nord a teritoriului Basarabiei locuiesc ucraineni, iar în cea de sud (între gurile Dunării și Nistrului și litoralul Mării Negre) ei au o majoritate relativă.
În perioada 23–27 octombrie 1917, consiliul ostășesc a proclamat autonomia Basarabiei și formarea Sfatului Țării ca organ legislativ. Au fost aleși 44 de deputați din rândurile soldaților, 36 de deputați din partea țăranilor, 58 de deputați fiind aleși de comisiile comunale și ale ținuturilor și de asociațiile profesionale. Din totalul de 156 deputați, 105 erau moldoveni, 15 ucraineni, 14 evrei, 7 ruși, 2 germani, 2 bulgari, 8 găgăuzi, 1 polonez, 1 armean și 1 grec.
Prima ședință a Sfatului Țării a avut loc la data de 21 noiembrie/4 decembrie 1917 și a fost ales ca președinte Ion Inculeț. Deputații moldoveni majoritari în Sfatul Țării au proclamat înființarea unei Republici Democratice Federative Moldovene,între Prut și Nistru. În decursul existenței sale, Sfatul Țării s-a întrunit în două sesiuni (cu 83 de ședințe plenare și două ședințe particulare). Prima sesiune a fost pregătită de Biroul de organizare al Sfatului Țării și s-a desfășurat în perioada 21 noiembrie 1917 - 28 mai 1918.
În contextul prăbușirii Imperiului Rus, anarhia și violența trupelor rusești în debandadă a determinat Sfatul Țării să cheme, în 13 ianuarie 1918 armata română în Basarabia, pentru a pune capăt jafului. Sovietul bolșevic din Chișinău, aflând despre chemarea trupelor române, a declarat că nu se va mai supune Sfatului Țării și a anunțat o primă pentru capetele conducătorilor guvernului Republicii. Până la urmă însă bolșevicii au fost nevoiți să părăsească Basarabia. La 24 ianuarie/6 februarie 1918, Sfatul Țării, reînființat, a declarat independența Republicii Moldova, iar la 27 martie/9 aprilie, majoritatea moldovenească din Sfatul Țării a votat unirea cu România, în anumite condiții.
La începutul lunii martie 1918, o delegație a Sfatului Țării, compusă din Ion Inculeț, Pantelimon Halippa și Daniel Ciugureanu- președintele Consiliului de Miniștri a venit la Iași, având o discuție cu noul prim-ministru Alexandru Marghiloman. În întrevederea cu delegația de la Chișinău, Marghiloman le-a cerut reprezentanților Sfatului Țării să se pronunțe asupra unirii, subliniind faptul incapacității Basarabiei de a subzista singură. Halippa și Ciugureanu au fost pentru unirea necondiționată a Basarabiei cu România , dar Inculeț a cerut un răgaz de reflecție de 24 de ore, după care a propus„unirea cu autonomie deplină”. În acest timp, Marghiloman s-a întâlnit cu miniștrii țărilor aliate, aflați la Iași. Ministrul italian baron Carlo Fasciotti a fost evaziv, Sir George Barclay, ministrul britanic, a declarat că Marea Britanie nu se va opune unirii, Charles Vopiĉka, ministrul american, a fost și el de acord cu actul unirii, iar Contele de Saint-Aulaire, ministru la Legația franceză a cerut ca unirea să se realizeze cât mai repede.
Marghiloman a discutat problema unirii și cu diplomații Puterilor Centrale. La 12/25 martie 1918, el notează: "Conversație cu [Richard von] Kühlmann. Tratez chestiunea Basarabiei; el promite mână liberă, dar să nu-i facem dificultăți cu Ucraina". (Alexandru Marghiloman, Note politice, vol. III, 1995, p. 114).
La 22 martie/4 aprilie a avut loc ședința guvernului în care s-a luat în dezbatere și problema Basarabiei. "Aduc la cunoștință, scrie Marghiloman, că o depeșă a lui Horstmann îmi confirmă mâna liberă din partea lui Kühlmann. Entuziasm din partea generalului  Constantin Hârjeu, Mehedinți, Săulescu" (Marghiloman, Note politice, 1995, p. 120). Richard von Kühlmann era în acel timp Ministrul de Externe german.

## Unirea
În 26 martie/8 aprilie 1918, premierul Marghiloman s-a deplasat la Chișinău, însoțit de generalul Constantin Hârjeu, ministru de război, și de alți demnitari, unde a fost primit cu onoruri de autorități.
Până la ședința din 27 martie 1918 a Sfatului Țării, comitetele ținuturilor din Bălți, Soroca și Orhei au fost consultate în privința Unirii cu Regatul României. Astfel, la 13/26 martie 1918 „Adunarea Generală a zemstvei din districtul Soroca” a votat în unanimitate unirea Basarabiei. În favoarea unirii cu România s-a pronunțat și Adunarea Generală din 25 martie a Zemstvei județului Orhei, prezidată de Bejbeuc-Melicov, reprezentantul etniei armene din Sfatul Țării.
La ședința solemnă a Sfatului Țării din 26 martie a fost prezent și Marghiloman care a rostit un discurs în care a reliefat necesitatea unirii. Totodată, Alexandru Marghiloman a subliniat dorința guvernului român de a respecta drepturile și libertățile câștigate, urmând ca Sfatul Țării să se ocupe de „rezolvarea chestiunii agrare potrivit cu vrerile poporului.”. După discurs, Marghiloman a părăsit sala, lăsând Sfatul Țării să delibereze asupra propunerilor guvernului român.
În numele Blocului Moldovenesc, deputatul Ion Buzdugan a dat citire, în limba română, declarației prin care se propunea unirea, documentul fiind citit și în rusește de deputatul Vasile Cijevski.
Pe 27 martie, Sfatul Țării a votat prin vot nominal deschis în favoarea Unirii cu România, declarația Sfatului Țării menționând că: „Republica Democratică Moldovenească (Basarabia), în hotarele ei dintre Prut, Nistru, Marea Neagră și vechile granițe cu Austria, ruptă de Rusia acum o sută și mai bine de ani din trupul vechii Moldove, în puterea dreptului istoric și dreptului de neam, pe baza principiului că noroadele singure să-și hotărască soarta lor, de azi înainte și pentru totdeauna SE UNEȘTE CU MAMA SA, ROMÂNIA”. Declarația de unire se încheia cu cuvintele: „Trăiască unirea Basarabiei cu România de-a pururea și totdeauna!”. Pentru Unirea Basarabiei cu România au votat 86 membri ai Sfatului Țării, au fost 3 voturi contra și 36 abțineri. În numele Sfatului Țării, Declarația Unirii a fost semnată de Ion Inculeț, președinte, Pan. Halippa, vicepreședinte și Ion Buzdugan, secretarul Sfatului Țării. Imaginea Actul Unirii de la partea de Introducere a acestui articol este reprodusă după revista Albina/martie 1928.
Condițiile unirii, puse de majoritatea românească, menționate în declarația specifică a Sfatului Țării, au fost următoarele:
1. Sfatul Țării urma să ducă la bun sfârșit o reformă agrară, după nevoile și cererile norodului; aceste hotărâri se vor recunoaște de guvernul român;
2. Basarabia avea să-și păstreze autonomia provincială, având să aibă propriul său organ legislativ, Sfatul Țării, ales prin vot universal, egal, direct și secret;[3]
3. Sfatul Țării avea să voteze bugetul local, urma să controleze consiliile zemstvelor și orașelor și avea să numească funcționarii administrației locale;
4. Recrutarea armatei se va face în principiu pe baze teritoriale;
5. Legile locale și forma de administrare puteau fi schimbate de parlamentul român numai cu acordul reprezentanților locali;
6. Drepturile minorităților din Basarabia urmau să fie garantate prin lege și respectate în statul român;
7. Doi reprezentanți ai Basarabiei aveau să facă parte din guvernul central român, acum desemnați de actualul Sfat al Țării;
8. Basarabia urma să trimită în Parlamentul României un număr de reprezentanți proporțional cu populația regiunii;
9. Toate alegerile din Basarabia aveau să fie organizate pe baze democratice, urmând să se bazeze pe votul direct, egal, secret și universal;
10. Libertatea personală, libertatea tiparului, a cuvântului, a credinței, a adunărilor și toate libertățile obștești vor fi garantate prin constituție;
11. Toate călcările de legi făcute din motive politice în vremurile tulburi ale prefacerii din urmă sunt amnistiate.[3]

Aceste cerințe/condiții însemnau o respingere a sistemului politic țarist și a politicii culturale de rusificare, precum și o hotărâre de așezare a provinciei pe un curs nou, democratic, de dezvoltare. Este de menționat că unirea Basarabiei cu România nu a fost recunoscută de Rusia. Unirea Basarabiei cu România a generat nemulțumirea Ucrainei. La 30 martie/12 aprilie Kievul a transmis o notă prin care protesta pe lângă guvernul român față de hotărârea de unire pe care o considera un act de „anexiune” pe care nu-l recunoștea. La 7/20 aprilie 1918, guvernul român, sub semnătura ministrului de externe Constantin C. Arion,  a răspuns printr-o notă în care argumenta caracterul românesc al Basarabiei și respingea susținerile Radei ucrainene.
Din cei 135 de deputați prezenți, 86 au votat în favoarea Unirii, 3 au votat împotrivă, iar 36 s-au abținut, în special în rândurile deputaților germani, bulgari și ucraineni, 13 deputați fiind absenți (lista și opțiunile la votare). La voturile deputaților Blocului Moldovenesc, facțiune majoritară și pro-română, s-au adăugat cinci membri ai Fracțiunii Țărănești, în frunte cu Vasile Bârcă, și reprezentantul comunității poloneze, deputatul Felix Dudkevici. Citirea rezultatului a fost însoțită de aplauze furtunoase și strigăte entuziaste „Trăiască Unirea cu România!”. După votare și citirea rezultatului au fost invitați în clădire prim-ministrul Alexandru Marghiloman și suita sa, cărora li s-a comunicat hotărârea adoptată. Prim-ministrul a luat cuvântul și a declarat că „În numele poporului român și al regelui său, Majestatea sa Ferdinand I, iau act de unirea Basarabiei cu România, de aci înainte și în veci.” Președintele Sfatului Țării I. Inculeț la orele 19 și 20' declară închisă ședința Sfatului Țării.
La 30 martie/12 aprilie 1918, după întoarcerea premierului român la Iași, s-a sărbătorit Unirea Basarabiei cu România. Decretul regal de promulgare a actului Unirii Basarabiei cu România a fost datat 9/22 aprilie 1918.
După ce la data de 2 aprilie 1918, Ion Inculeț și-a dat demisia din conducerea Sfatului Țării, fiind numit ca ministru fără portofoliu pentru Basarabia în guvernul Marghiloman, a fost numit ca președinte al Sfatului Țării omul politic Constantin Stere (2 aprilie 1918 - 25 noiembrie 1918) și apoi Pantelimon Halippa (25-27 noiembrie 1918). Cea de-a doua sesiune a Sfatului Țării și-a ținut lucrările între 25-27 noiembrie 1918. După aprobarea reformei agrare pentru Basarabia în noiembrie 1918, Sfatul Țării a votat o moțiune prin care aproba unirea fără condiții cu România, așadar renunțând la condițiile solicitate anterior și exprimându-și încrederea în viitorul democratic al noului stat, în care nu mai era nevoie de o protecție specială pentru Basarabia. Textul moțiunii Sfatului Țării, de renunțare la condiții, adoptate la 27 noiembrie 1918 este următorul: „În urma Unirii cu România-Mamă a Bucovinei, Ardealului, Banatului și a ținuturilor ungurești, locuite de Români, în hotarele Dunării și Tisei, Sfatul Țării declară că Basarabia renunță la condițiunile de unire, stipulate în actul de la 27 martie, fiind încredințată că în România tuturor Românilor regimul curat democratic este asigurat pe viitor. Sfatul Țării, în preziua Constituantei române care se va alege după votul universal, și rezolvând chestia agrară după nevoile și cererile poporului, anulează celelalte condițiuni din actul Unirii din 27 martie și declară Unirea necondiționată a Basarabiei cu România-Mamă.”
La data de 27 noiembrie 1918, Sfatul Țării s-a autodizolvat.

### Recunoașterea internațională a Unirii Basarabiei cu România
În ianuarie 1918 congresul Statele Unitelor ale Americii își afirmă „dorințele” geopolitice la nivel mondial, prin cele 14 puncte, suportul pentru libertatea comerțului, tratatele deschise nu secrete, democrația și autodeterminarea, acestea favorizau viitoarea mare putere în defavoarea fostelor imperii coloniale, inclusiv Imperiul Rus. Influența economică/militară/politică a SUA, mai ales față de învingători (Antanta) cărora le-a furnizat, pe datorie, echipament militar, hrană si alte produse în valoare de zece miliarde dolari aur (de 20 ori bugetul militar al Imperiului German în 1913), a favorizat țările mici, inclusiv România.
Lloyd George, președintele Consiliului Suprem al Conferinței de Pace de la Paris (Consiliu Suprem format din Clémenceau, Wilson, Lloyd George și Vittorio Emanuele Orlando) îi comunică la 3 martie 1920 lui Alexandru Vaida-Voevod, președintele Consiliului de Miniștri român, că întrucât guvernul român a făcut dovada dorinței sale de a rezolva chestiunile în suspensie în interesul României și al Europei în general, guvernele aliate consideră că chestia basarabeană nu mai trebuie să rămână în suspensie. Nota Consiliului Suprem arată că „după ce a luat în considerație aspirațiile de ansamblu ale populației basarabene, caracterul moldovenesc al acelei provincii din punct de vedere geografic și etnografic, precum și argumentele economice și istorice, principalele puteri aliate se pronunță pentru aceste motive în favoarea reunirii Basarabiei cu România, reunire care a fost formal proclamată de către reprezentanții Basarabiei...”
Tratatul pentru recunoașterea unirii Basarabiei cu România s-a semnat la 28 octombrie 1920, la Paris, de Consiliul ambasadorilor Imperiului britanic, Franței, Italiei și Japoniei, pe de o parte și ai României, pe de altă parte. Acest tratat recunoaște României suveranitatea asupra teritoriului basarabean, cuprins între Prut, Nistru, vechea graniță a Bucovinei și Marea Neagră. Articolul 9 al Tratatului anunță că părțile contractante vor invita Rusia să adere la acest Tratat, de îndată ce va exista un guvern rus recunoscut de ele. Așadar, detaliile acordului de recunoaștere a unirii Basarabiei urmau să fie stabilite prin negocieri directe între România și Rusia.
Tratatul a fost ratificat de principalii semnatari: Regatul Unit, Franța, Italia și România. Japonia nu a ratificat Tratatul, ghidându-se după propriile interese expansioniste și preferând să încheie un pact de recunoaștere și de neagresiune cu URSS în 1925, în care cele două puteri și-au împărțit tacit sferele de influență în Extremul Orient. Rusia s-a menținut în atitudinea de nerecunoaștere a actului unirii. Nici tratativele directe cu Rusia de la acea vreme n-au dat vreun rezultat. În 1925, pentru întâia dată, o delegație română compusă din Langa-Rășcanu, Drăghicescu, M. Djuvara ș.a. s-a întâlnit la Viena cu delegația sovietică condusă de Krestinski. De la primul contact, rușii au pus chestiunea Basarabiei în așa fel încât delegația română s-a văzut nevoită să refuze discuția și conferința s-a dizolvat, fără nici un rezultat. (Kirițescu, 1989, op. cit.).

## Urmări
În toamna anului 1919, au fost convocate alegeri parlamentare în Basarabia. Au fost aleși 90 de deputați și 35 de senatori.
Pe 20 decembrie 1919, aceștia au votat, alături de reprezentanții altor regiuni românești, ratificarea Actelor Unirii aprobate de Sfatul Țării, de Congresul Național din Transilvania și de Congresul Național din Bucovina. La 29 decembrie 1919, Parlamentul României întregite a votat legile de ratificare ale Unirii celei mari. Legile au fost depuse de bucovineanul Ion Nistor, de basarabeanul Ion Inculeț și de ardeleanul Ștefan Cicio Pop, miniștri în cabinetul României Mari.
Timp de 22 de ani, Unirea cu România a ferit Basarabia de războiul civil rus, de tragediile colectivizării, ale Holodomorului, ale « terorii roșii » dezlănțuită de Ceka-GPU-NKVD și ale deportărilor către Gulag. Acesta era întocmai scopul Sfatului Țării, inclusiv al delegaților ruși sau ucraineni care au votat Unirea. În acest răstimp Basarabia a primit, conform datelor « Oficiului internațional pentru refugiați al Societății Națiunilor » întemeiat de Fridtjof Nansen, zeci de mii de refugiați din Rusia și Ucraina, majoritatea simpli civili (printre care meșteșugari sau mici prăvălieri evrei, credincioși pravoslavnici, simpli țărani ucraineni) care-și riscau viața trecând Nistrul înot sau pe gheață sub gloanțele grănicerilor ruși (uneori și români). Dintre acești refugiați, socotiți nediferențiat « reacționari » sau « contra-revoluționari » de autoritățile sovietice, toți cei care se mai aflau în Basarabia în vara anului 1940, când Armata Roșie a ocupat țara, au fost deportați în Siberia.
O minoritate dintre locuitorii Basarabiei, îndeosebi printre cei mai săraci și printre evreii de tendință radicală (desprinși din partidul socialist evreiesc « Bund » sau Всеобщий еврейский рабочий союз), era favorabilă regimului bolșevic și, prin urmare, ostilă Unirii, căreia i s-a opus și pe care Uniunea Sovietică s-a bazat pentru a lupta politic împotriva României. Dintre toate teritoriile pierdute de Imperiul Rus, Basarabia a fost singurul a cărui cedare nu a fost recunoscută de URSS, nefiind confirmată de niciun tratat semnat de guvernul bolșevic. Prin urmare, acesta a reacționat împotriva Unirii pe de-o parte suscitând în Basarabia însăși răscoala de la Tatarbunar, pe de altă parte înființând în Ucraina sovietică, pe malul stâng al Nistrului, Republica Autonomă Sovietică Socialistă Moldovenească, în care a dezvoltat « Moldovenismul ». La procesul răsculaților de la Tatarbunar, au venit, ca apărători ai acuzaților, mulți intelectuali comuniști din Europa occidentală precum Henri Barbusse, care au contribuit, spre satisfacția Uniunii Sovietice, să popularizeze în străinătate imaginea unei Românii represive care ar fi « ocupat în mod nedrept un teritoriu profund doritor de a fi sovietic ».

## Filatelie

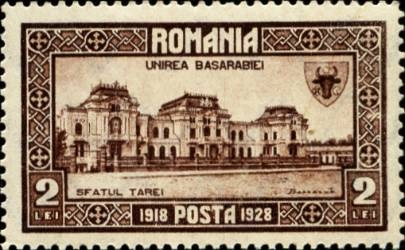
Marcă poștală emisă de România în 1928, pentru comemorarea a 10 ani de la Unirea Basarabiei cu România

Serviciile poștale ale României au pus în circulație, în anul 1928, cu ocazia împlinirii unui deceniu de la Unirea Basarabiei cu România, o marcă poștală aniversară, cu valoarea nominală de 2 lei. Marca poștală reprezintă în centru o imagine a clădirii din Chișinău, unde Sfatul Țării a votat Unirea, precum și stema Moldovei, reprezentând capul de bour.

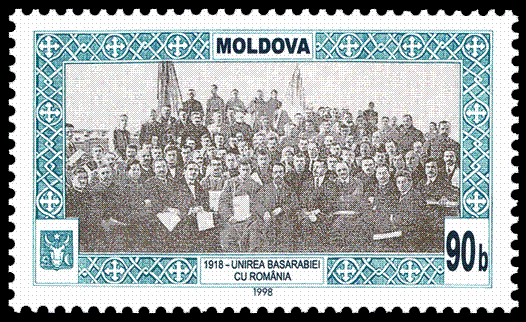
Marcă poștală emisă de serviciile poștale ale Republicii Moldova, în 1998, pentru comemorarea a 80 de ani de la Unirea Basarabiei cu România

Serviciile poștale ale Republicii Moldova au emis, în 1998, o marcă poștală, având o valoare nominală de 90 de bani moldovenești, cu ocazia împlinirii a 80 de ani de la realizarea Unirii Basarabiei cu România. Marca poștală reproduce în centru o fotografie cu deputații din Sfatul Țării care au votat Unirea.

## Numismatică
Banca Națională a României a pus în circulație, în atenția colecționarilor, la 26 martie 2018, o emisiune numismatică dedicată împlinirii a 100 de ani de la unirea Basarabiei cu România. Emisiunea monetară este formată din 200 de seturi de câte trei monede, de aur, de argint și de tombac cuprat, precum și din 5.000 de monede de alamă pentru colecționare. Întreaga emisiune este formată din monede de calitate proof.

## Galerie

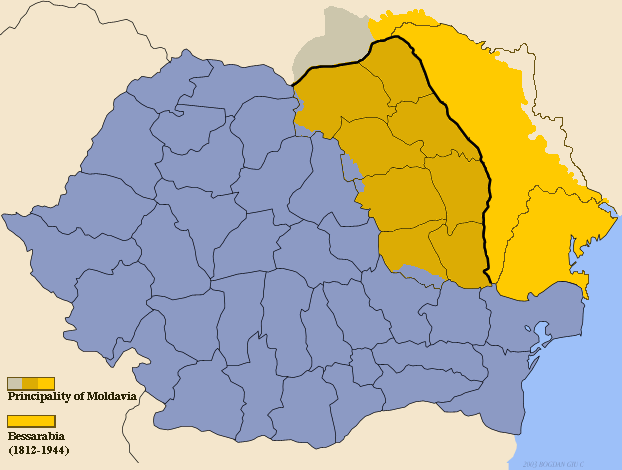
Regiunea principatului Moldovei, inclusiv Basarabia (galben deschis)
Steagul Sfatului Țării.
Animație cu schimbările granițelor României între 1859-2010.
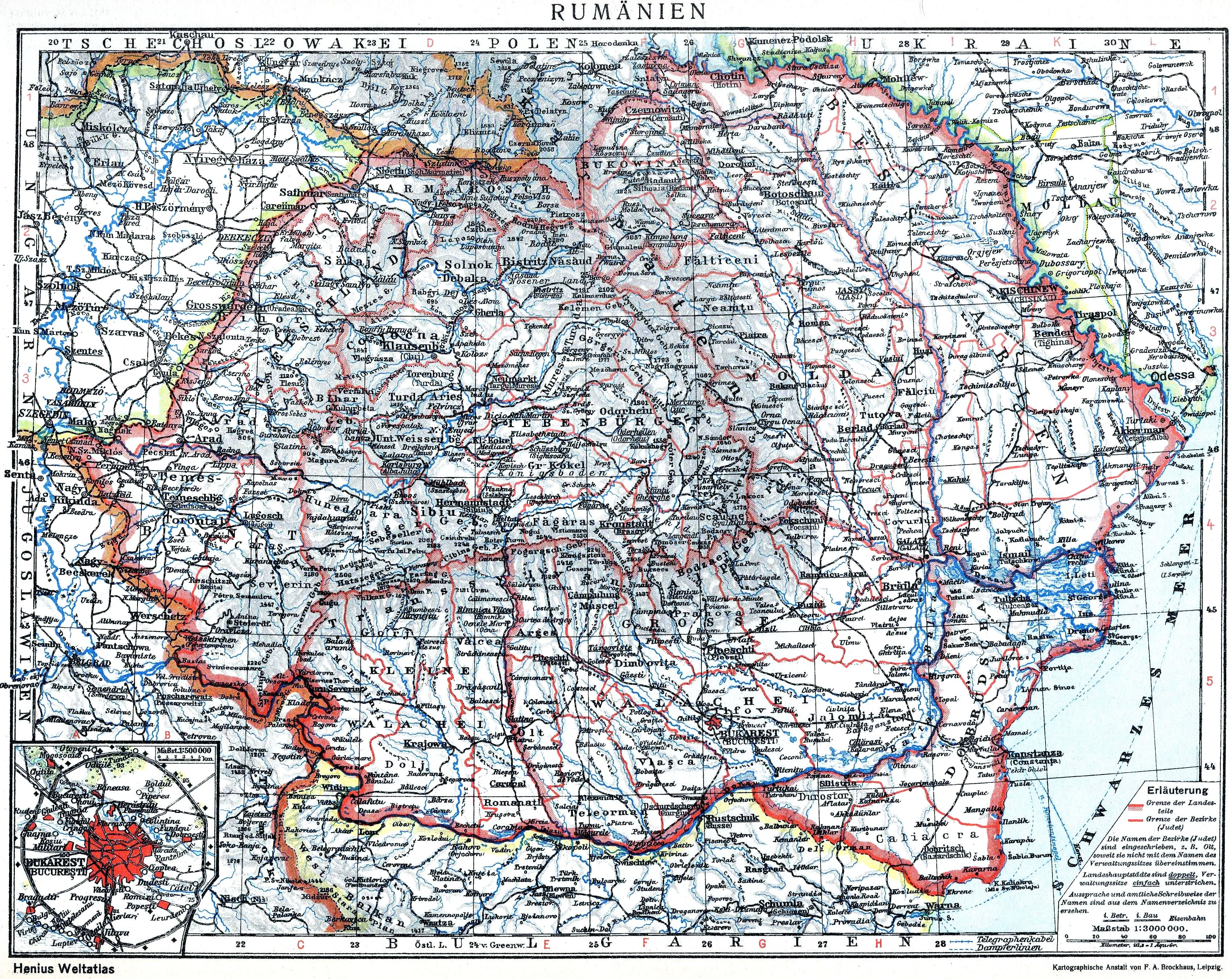
Regatul României, 1920 - 1940. Harta prezintă județele de dinaintea reformei administrative din 1926.
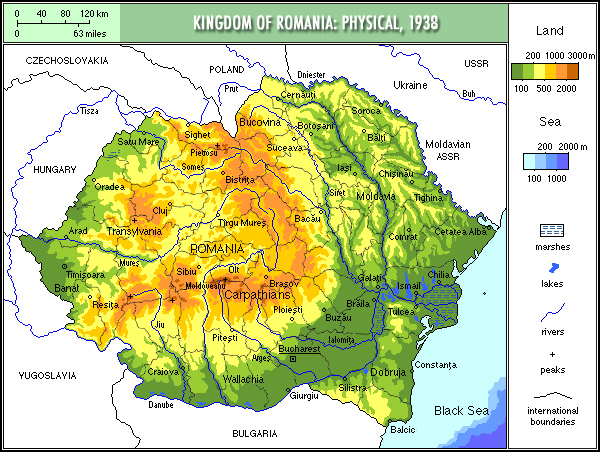
Regatul României în 1939.
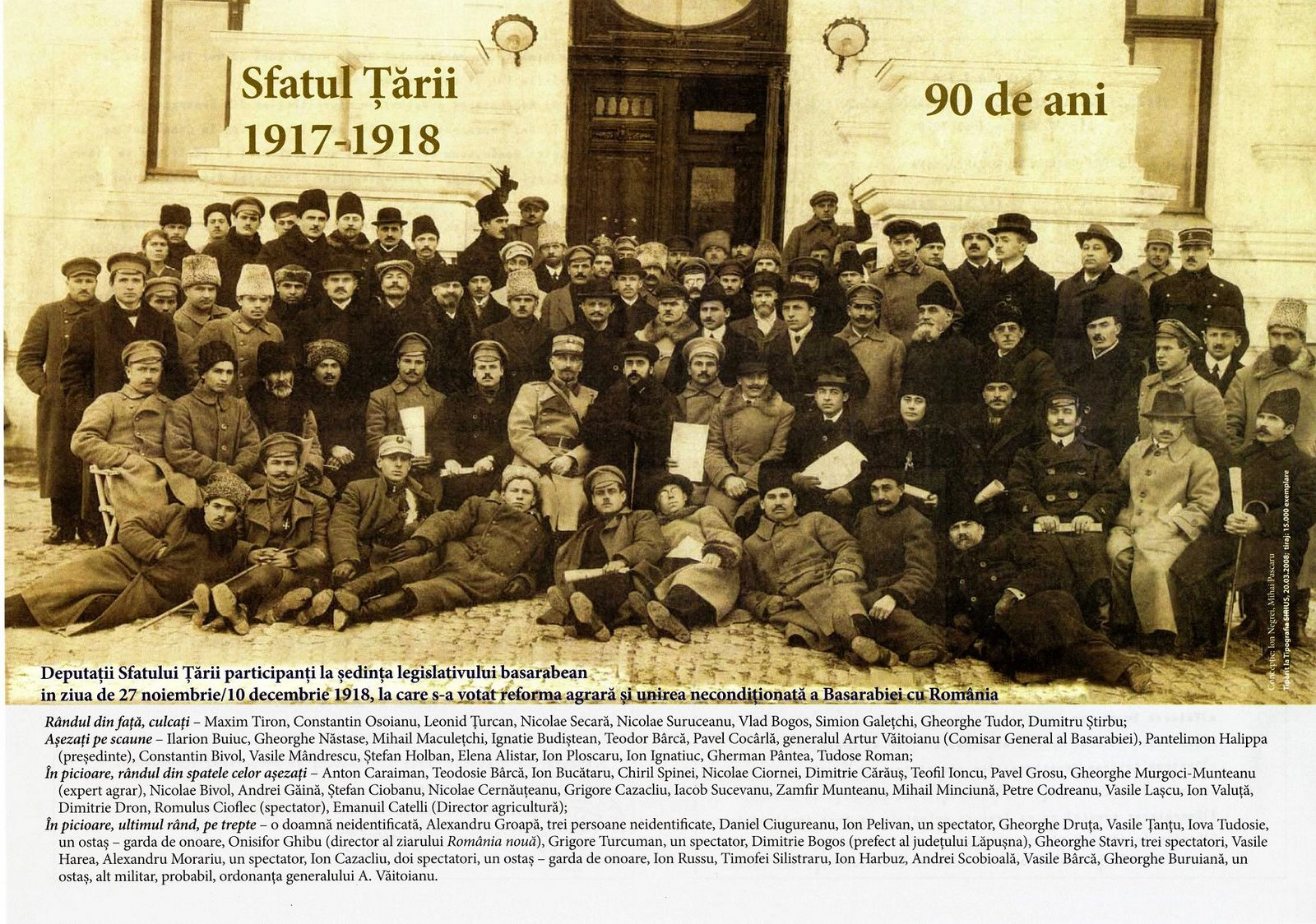
Deputații din Sfatul Țării care au votat Unirea Basarabiei cu România

## Date suplimentare
- Unirea ne-a scăpat de multe tragedii, 27 martie 2013, Mihai Tasca, Adevărul

## Legături externe
- Unirea Basarabiei cu România Arhivat în 8 ianuarie 2014, la Wayback Machine., 3 aprilie 2008, Nicolae Drăgușin, România liberă
- Zorii Unirii se ivesc la Chișinău, 9 iulie 2007, Dan Falcan, Descoperă
- Ion Bulei: Acum 90 de ani... (IX). Vot in Sfatul Tarii de la Chisinau, 3 decembrie 2008, Ion Bulei, Ziarul de Duminică
- RECONSTITUIRE 95 de ani de la Unirea Basarabiei cu România, 27 martie 2013, Mihai Tasca, Adevărul
- Dezmembrarea Romaniei Mari si esecul refacerii unirii dupa '90 - Documentar, 5 iunie 2011, Laurentiu Dologa, Ziare.com